# Sergei Wladimirowitsch Taborizki

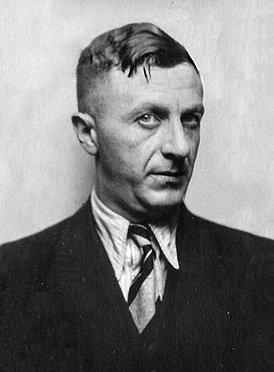
Sergei Taborizki

Sergei Wladimirowitsch Taborizki (russisch Сергей Владимирович Таборицкий; * 3. Augustjul. / 15. August 1897greg. in St. Petersburg; † 16. Oktober 1980 in Limburg an der Lahn) war ein russischer Nationalist und Monarchist, der seit den 1920er Jahren in Deutschland lebte. Bekannt wurde er durch seine Beteiligung am Attentat auf den ehemaligen Vorsitzenden der russischen Konstitutionell-Demokratischen Partei (Kadetten) Miljukow, das er 1922 zusammen mit Pjotr Schabelski-Bork ausführte und bei dem der Nothilfe leistende Journalist und Kadetten-Politiker Wladimir Dmitrijewitsch Nabokow von Taborizki erschossen wurde. Ab 1942 war Taborizki Mitglied der NSDAP.

## Leben

### Frühe Jahre
Sergei Taborizki wurde 1897 in St. Petersburg als unehelicher Sohn einer getauften jüdischen Schneiderin geboren, die 1915 starb. Mit seinem Bruder Nikolai wurde er im orthodoxen Glauben erzogen. 1915 schloss er die Realschule ab. Seine Beteiligung am Ersten Weltkrieg ist dokumentarisch nicht gesichert. Nach der Februarrevolution 1917 zog er in die Ukraine und von dort aus nach Deutschland. In einem Gefängnis in Kiew machte er die Bekanntschaft des Monarchisten Pjotr Schabelski-Bork, mit dem er im Exil in Verbindung blieb.

### Deutschland
In Deutschland lebte Taborizki zunächst in Berlin, dann in Mecklenburg und zu Beginn des Jahres 1922 in München. In Berlin war er einer der Redakteure der 1919 gegründeten antisemitischen Zeitschrift Луч света (Lutsch sweta, „Lichtstrahl“), welche die gefälschten Protokolle der Weisen von Zion publizierte. Bei einem zufälligen Treffen mit dem früheren russischen Kriegsminister Alexander Gutschkow in Berlin im Jahre 1921 griff er diesen an und schlug ihn mit einem Regenschirm, worauf er einige Tage in Haft verbrachte.
Im März 1922 fuhren Schabelski-Bork und Taborizki von München nach Berlin mit der Absicht, ein Attentat auf den liberalen Politiker Miljukow zu verüben. Bei einem Vortrag Miljukows in der alten Berliner Philharmonie näherten sich die beiden der Bühne, sangen die Zarenhymne und schossen auf den Redner. Als der anwesende Wladimir Nabokow Schabelski-Bork niederrang, gab Taborizki aus nächster Nähe drei Schüsse auf ihn ab. Miljukow blieb unverletzt, Nabokow starb an Ort und Stelle. Eine medizinische Untersuchung der Attentäter ergab, dass beide seit langem Drogen konsumiert und am Tag des Attentats eine starke Dosis eingenommen hatten. Das Gerichtsverfahren zum Attentatsversuch fand vom 3. bis 7. Juli 1922 im Kriminalgericht Moabit statt. Taborizki wurde wegen Körperverletzung mit Todesfolge zu 14 Jahren Haft verurteilt. Hätte das Gericht auf Mord erkannt, hätte ihm die Todesstrafe gedroht. 1927 wurde er im Rahmen einer Amnestie aus der Haft entlassen.
1936 wurde Taborizki von Adolf Hitler zum stellvertretenden Beauftragten für russische Emigrationsangelegenheiten ernannt. In dieser Funktion war er General Biskupski unterstellt, dem er erstmals 1920 in Berlin begegnet war. Im April 1937 heiratete Taborizki Elisabeth von Knorre, Enkelin des Astronomen Karl Friedrich Knorre und seit 1931 Mitglied der NSDAP. Nach mehreren zunächst abgewiesenen Anträgen erhielt er 1938 die deutsche Staatsbürgerschaft und trat 1942 der NSDAP bei, wobei die Mitgliedschaft rückwirkend auf das Antragsdatum 1940 ausgestellt wurde. Dabei verheimlichte er die jüdische Herkunft seiner Mutter, gab als Familiennamen „von Taboritzki“ an und täuschte somit eine adlige Abstammung vor.
Im Zweiten Weltkrieg gründete er die Nationale Organisation der russischen Jugend (russisch Национальная организация русской молодёжи, „NORM“), die nach dem Vorbild der Hitlerjugend aufgebaut war und von der SS kontrolliert wurde. In den letzten Kriegstagen floh er aus Berlin. Später veröffentlichte er gelegentlich Artikel in einer brasilianischen monarchistischen Zeitung in russischer Sprache. Er starb am 16. Oktober 1980 in Limburg an der Lahn.